# Iglesia matriz de Santiago de Los Caballeros (Gáldar)
El templo matriz y arciprestal de Santiago de Los Caballeros de Gáldar, se encuentra en el municipio grancanario de Gáldar (Noroeste de Gran Canaria). Asentado sobre el Palacio de los Guanartemes, el actual templo fue construido en el siglo XVIII, bajo supervisión del arquitecto Diego Nicolás Eduardo, aunque la parroquia data de 1486.
Con los privilegios jubilares, admitidos por Juan XXIII concediendo el Jubileo Plenario y en el que Juan Pablo II otorgó la Perpetuidad absoluta en 1992.

## Historia

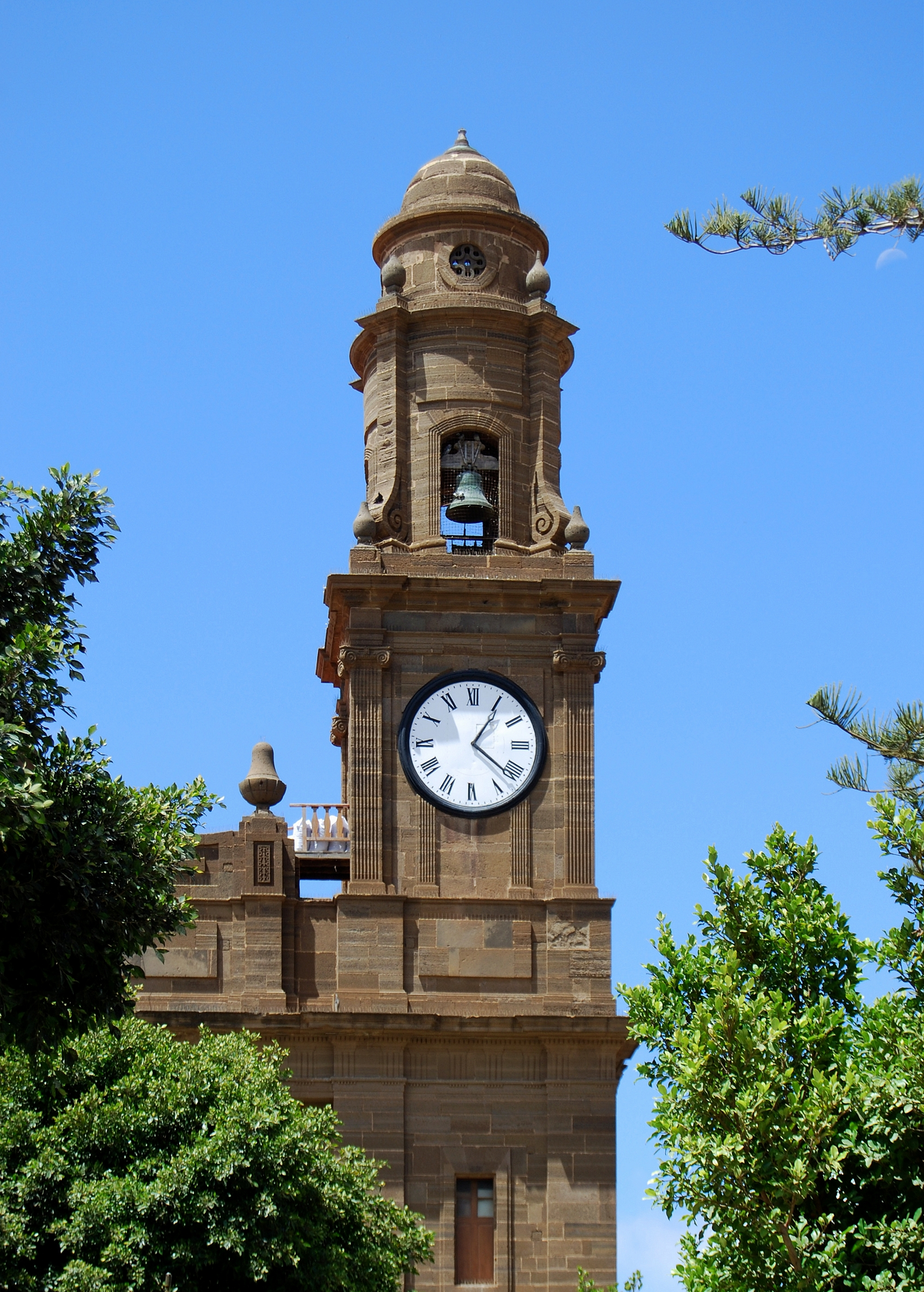
El 9 de abril de 1853, fue construido el nuevo reloj de origen francés.

La Iglesia es de gran raigambre histórica, tanto por el edificio en sí como por su calidad de parroquia, al igual que por el tesoro histórico artístico que encierra. Si importante es arquitectónicamente, no lo es menos desde el punto de vista histórico. Sus raíces se profundizan con anterioridad a la conquista de la Isla de Gran Canaria, donde se habla de un lugar bendecido y dedicado al patrón de España.
En el año 1496, la obra de la primitiva iglesia se daba por concluida en la antigua vecindad de Agáldar. Se trata de la primera sede jacobea fuera del territorio peninsular español.
La primera y primitiva iglesia de Gáldar, fue ubicada en el palacio de los Guanartemes donde, se situó la capital del Guanartemato. Una vez concluida la conquista de Gran Canaria, se produjo el cambio del antiguo palacio de los Guanartemes, por el templo cristiano. La parroquia de Santiago Apóstol fue una de las tres primeras en que fue dividida la "Cura Animarum" de la isla poco después de conquistada y su principio se remonta al año 1486, según datos de la visita que el Licenciado Fernán González realizó el 5 de marzo de 1556 que se conservan en el Libro de Visitas.
En la segunda mitad del siglo XVIII, el municipio de Gáldar ya había incrementado el número de habitantes, en la que la mayoría de dicha población se asentaban en torno a la iglesia y sus aledaños. El 23 de mayo de 1778, comienzan las obras del actual templo, finalizándose las obras el 24 de julio de 1826 (Vísperas de Fiestas de Santiago). Dicho templo fue posible construir gracias a la intervención y aportaciones del Capitán Don Esteban Ruíz de Quesada, que cedió gran parte de su patrimonio y fortuna económica en la construcción del templo, incluso proclamando a la vecindad:

"Hagamos el Templo, aunque tengamos que mendigar pan"

Así, pues, la primera iglesia de Gáldar estuvo ubicada en los mismos palacios del Guanarteme, no separándose nunca de esos solares, donde Atidamana y Gumidafe situaran la capital del Guanartemato o Reino de Canaria. En 1778 se procederá en el mismo lugar a la construcción del edificio actual que ocupa.

## Origen de la advocación
El origen de la advocación del Templo Jacobeo está vinculado a la presencia del conquistador castellano Alonso Fernández de Lugo (conquistador de las islas de Tenerife y La Palma) y más tarde primer Adelantado Mayor de Canarias, quien como buen católico castellano ponía todas sus empresas bajo la tutela de Santiago, patrón de las Españas.

## Descripción del Templo

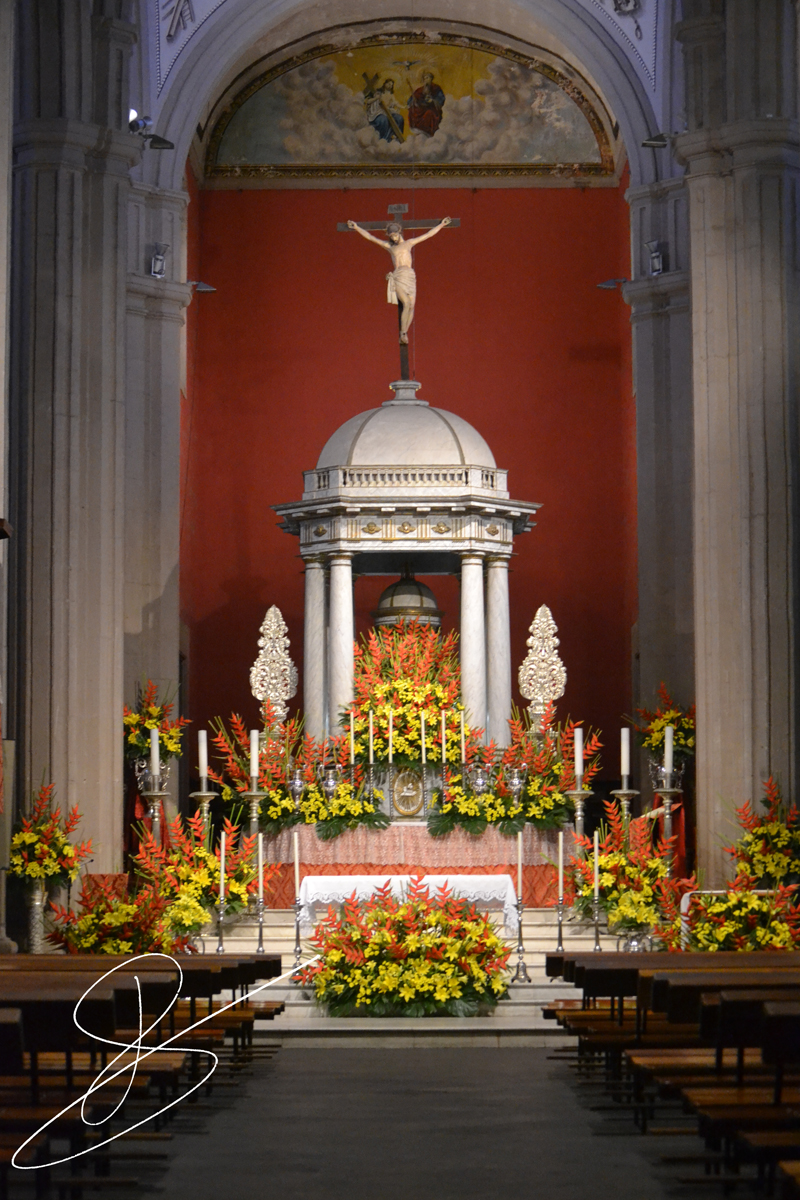
El tabernáculo de la capilla mayor es sacramental, alejada la idea barroca del retablo y sobre todo del camarín donde exhibir la imagen titular, por tanto siguiendo conceptos más ilustrados. Se sitúa debajo de la cúpula.

El actual Templo de Santiago de los Caballeros de Gáldar, conforma el inicio y el arranque de la arquitectura y estilo neoclásico en el archipiélago, aunque con tendencias tardías barrocas. La fachada principal, está compuesta por dos cuerpos en cual destaca, entre otras cosas, las dos torres gemelas de 35 metros de altura, realizada toda la fachada con material de canto proveniente de la Cantería en piedra dorada.
Está constituido por tres naves, cada una de ellas cubiertas por bóvedas de medio cañón y por pilares poligonales. Sobre el templete de la capilla mayor, en el crucero, se sitúa la cúpula.

### Retablos
El conjunto de retablos, situados en cada una de las capillas, se realiza a partir de mediado el siglo XIX. Estilísticamente oscilan desde el neoclásico tardío hasta el eclecticismo.
- Destaca el templete del Altar Mayor y los retablos del Patrón Santiago de los Caballeros y la Purísima Concepción, estos últimos gemelos y realizados en 1866, del más elegante neoclásico.
- El tabernáculo de la capilla mayor es sacramental, alejada la idea barroca del retablo y sobre todo del camarín donde exhibir la imagen titular, por tanto siguiendo conceptos más ilustrados. Se sitúa debajo de la cúpula.
- En el año 1865 se realizaron los retablos de la capilla de Animas y del Santo Cristo de Indias.
- En el año 1887 se realiza el neogótico de San José confeccionando al año siguiente el de San Miguel.
- Los retablos de Nuestra Señora de los Dolores y Nuestra Señora de la Encarnación son obra del guíense José Rita.

### Reloj
Como detalle voluminoso en la construcción del templo matriz, el 9 de abril de 1853, fue construido el nuevo reloj de origen francés comprado por 20 145 reales con cincuenta céntimos. Con un diámetro de aproximadamente 3 metros, constituye un elemento indispensable colocado en la torre derecha del Templo Jacobeo.

### Órgano
El Templo galdense culmina su patrimonio con el magnífico órgano de la firma alemana Walter, que una vez destinado, le fue ofrecido al Párroco Romero. Con sus más de quince mil tubos su coste se elevó a 30 000 pesetas, en el que para su ubicación colocarlo fue preciso agrandar el área coral aproximadamente quince metros. Fue estrenado solemnemente el 8 de diciembre de 1912, festividad de la Inmaculada Concepción.

## Patrimonio

### Pinturas
Destacan cuatro obras por su carácter diferente:
- Por su calidad, el lienzo de Santa Catalina de Alejandría, pintura barroca, que se ha relacionado con Pantoja de la Cruz.
- Por tamaño el de la Santísima Trinidad, formaría parte de un lienzo-retablo de la capilla homónima, fundada en el siglo XVII por el canónigo Verde de Aguilar.
- Por el carácter histórico, el de Nuestra Señora del Pino, obra de finales del siglo XVIII, del pintor Afonso, como donantes el capitán Don Esteban Ruiz de Quesada y su tercera esposa, Catalina de Vitoria.
- De gran importancia es la serie completa del Apostolado, doce cuadros que formaban parte del antiguo altar mayor, del siglo XVI.

Otros cuadros patentan temas como la Virgen de la Paloma, San Antonio Abad, Santa Águeda. Divina Pastora, Sueño de San José, Crucificado, Santiago, etc.

### Orfebrería
Está centrada en la rica custodia procesional del Corpus Christi, obra rococó del siglo XVIII, debida al orfebre cordobés Damián de Castro. Del siglo XVI destaca el "cáliz de Santiago", de estilo plateresco, al igual que los dos pares de zapatillas del "Niño de los Reyes Católicos". De América proceden las lámparas del Santísimo, hoy en la capilla de la Purísima Concepción, y el cáliz criollo mexicano. Pieza importante es la Cruz procesional, transición del gótico al renacimiento, obra de primorosa labra, de las más importantes de todo el Archipiélago. Los portapaces del templo matriz y de San Antonio de la Vega, las corona imperial de la Virgen del Rosario, las saetas de San Sebastián, la pluma de San Buenaventura, y otras piezas de menor tamaño o incorporadas a las imágenes expuestas al culto.

### Esculturas

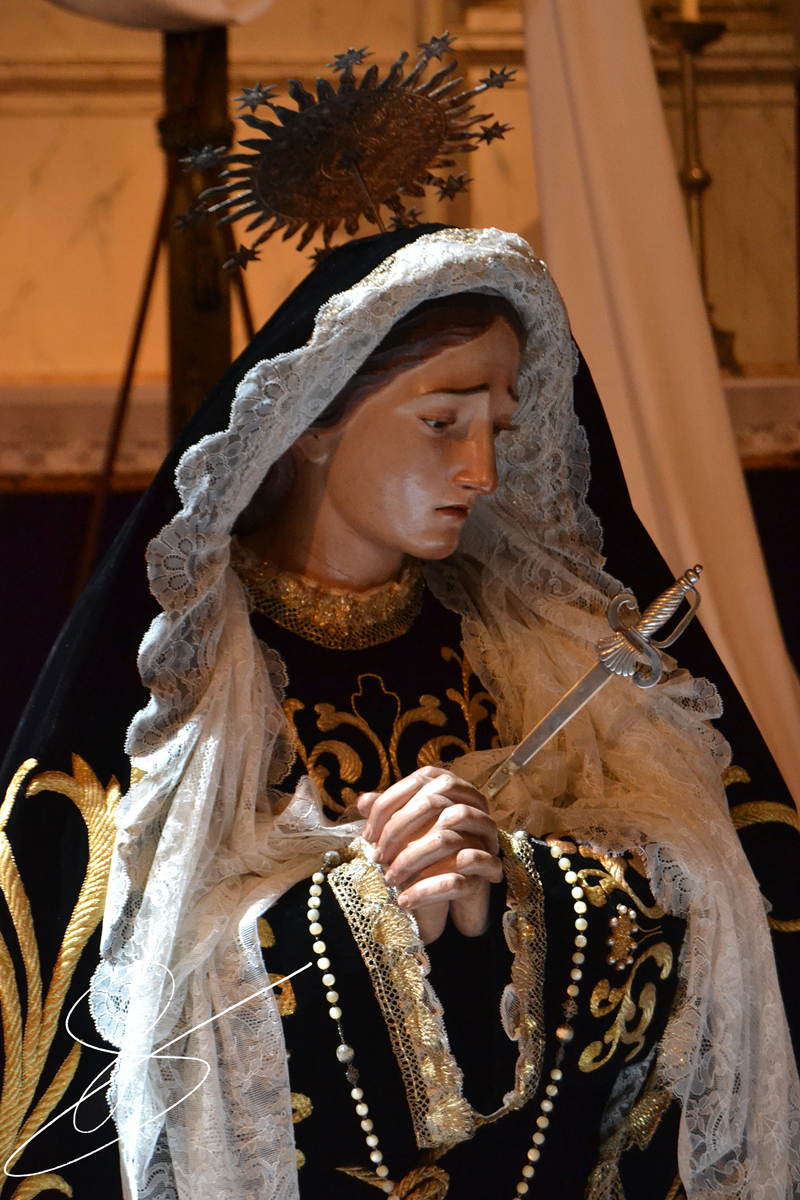
Nuestra Señora de los Dolores. Imagen de finales del, obra del insigne imaginero universal don José Luján Pérez.

El inventario de esculturas se consolidó con el paso del tiempo en el templo de Santiago de los Caballeros, sin embargo, se produjeron pérdidas lamentables. No se conserva la primitiva imagen del Señor Santiago, ni una primitiva imagen de la Virgen María, ambas colocadas por los conquistadores en la primera iglesia.
- José Luján Pérez sustituirá con obras de su gubia antiguas devociones galdenses, con artísticas esculturas marianas, como La Purísima Concepción, la Virgen del Rosario, la Virgen de La Encarnación (conocida en Gáldar por "Nuestra Señora de la Vega", por su ermita en la Vega Mayor) la Virgen de los Dolores; para la ermita de San Sebastián, talla el santo mártir titular.
- Pieza de gran importancia histórica es el "Niño de los Reyes Católicos", que según la tradición fue regalo de los monarcas de Castilla y Aragón al Rey Fernando Guanarteme con motivo de su bautizo.
- De escuela sevillana es la imagen ecuestre de Santiago de los Caballeros, del siglo XVII, así como la de Jesús Nazareno, atribuida a Pedro Roldan.
- De escuela castellana y de la decimoséptima centuria destacan las de San Pedro de Alcántara, San Francisco de Asís y San Antonio de Padua, procedentes de la iglesia del convento de San Antonio de Padua de la Vega Mayor, se completan las devociones franciscanas con San Diego de Alcalá del siglo XVII.
- San Miguel Arcángel fue de las primitivas imágenes en Gáldar, motivo de importantes celebraciones festivas en el calendario de la entonces villa, su escultura es barroca.
- Dentro de la escuela canaria del siglo XVII, continuadora de la labor de Martín de Andújar en Garachico y sus discípulos podríamos citar a Santa Lucía, el Señor de la columna, Nuestra Señora de la Soledad y Santa Verónica.
- La iconografía cristológica tiene su máximo exponente en los dos Cristos; el del altar mayor, con rasgos goticistas, debe datar del siglo XVI, del primitivo templo; el Santísimo Cristo de Indias fue traído desde la Isla de Cuba, a principios del siglo XIX
- Dentro de las obras contemporáneas destaca el Señor Predicador, obra del escultor galdense Juan Borges Linares.

## Cronología
- Pedro de Vera, conquistador nato hizo posible la creación de una ermita u oratorio, bajo la advocación de Santiago, al que se le invocaría para llevar a buen término la conquista de la isla tal como se hacía en la Península durante la Reconquista en la lucha contra los musulmanes. Así, el culto al Apóstol en Gáldar se remonta a los primeros días de la conquista de las Islas Canarias.
- A lo largo del siglo XIV, fue adquirida una talla de Santiago Peregrino para veneración pública.
- En el siglo XVI, la primitiva imagen fue sustituida por la imagen actual que se encuentra en el Templo Matriz.
- La advocación titular del Templo se consolidó bajo el culto de "los caballeros conquistadores". De esta forma ya en el siglo XVI aparece inconográficamente el Apóstol en un caballo blanco y en las fiestas patronales, según narran las crónicas, eran numerosos los caballeros de los más claros linajes.
- Santiago de los Caballeros de Gáldar fue la primera Advocación Jacobea fuera de la Península. Siendo registrada en el "Registro de Protocolos de Sevilla de 1506".
- El Templo fue en primer lugar oratorio, luego ermita, iglesia y parroquia y fue uno de los tres focos, de la cristianización de la isla en época de Carlos, conjuntamente con Las Palmas de Gran Canaria y Telde.
- Marcos Verde de Aguilar y Trexo, canónigo y juez del tribunal de la Santa Cruzada, fundador de patronatos y ermitas y restaurador del culto a Santiago estableció en el siglo XVII las indulgencias y privilegios eclesiásticos formales en favor de Santiago de Gáldar.
- A finales del siglo XVII, bajo el reinando en España del último componente de los Austrias y siendo Obispo de Canarias Don Bartolomé García Ximénez Rabadán fue recibida la notación donde destacaba la concesión del Jubileo Plenario Formal a todos los que visitasen dicha la Iglesia.
- Desde el año 1965 viene celebrándose el magno acontecimiento religioso rememorando en su rito al que de igual manera se celebra en Santiago de Compostela.
- En el año 1971 el Papa, Pablo VI concedió indulgencia plenaria una sola vez, durante todo el año jubilar.
- En el año 1996, el Papa, Juan Pablo II, declara al Templo de Santiago de los Caballeros de Gáldar, Templo Jacobeo "In Perpetum", por el Rescripto de la Sagrada Penitencia Apostólica dada en Roma.

## Templo Jacobeo
Es sabido que el llamado Año Santo Jubilar que se abre en Roma, tiene carácter universal y es válido por igual para todas las iglesias del orbe y por licencia de sus obispos son libres para señalar el día de la celebración, prefiriéndose la festividad de los santos patronos por la mayor afluencia de devotos.
El Año Santo Jacobeo, con una cadencia de 10,6, 11 o 5 años se ha producido entre 14 y 16 veces en cada siglo, correspondiéndole al siglo XIX los años 1802, 1813, 1819, 1824, 1830, 1841, 1847, 1852, 1858, 1869, 1875, 1880, 1886 y 1897. Al pasado siglo XX, los años 1909, 1915, 1920, 1926, 1937, 1943, 1948, 1954, 1965, 1971, 1976, 1982, 1993, 1999 y en el siglo XXI, 2004 y 2010.

### Indulgencias y privilegios
Gáldar ha estado desde siempre vinculada a la tradición Jacobea gallega, celebrándose la primera Misa en el año 1481. En 1965, por Bula Papal de Pablo VI, se concede la Celebración del Año Santo Jacobeo, con los mismos privilegios del año Jubilar gallego y compostelano.
Su santidad el Papa Pablo VI, en documento de fecha 20 de noviembre de 1975, en su Sección de Indulgencios y firmado por el cardenal Giuseppe Paupini, penitenciario mayor, envió al párroco del Santuario del Apóstol Santiago de Gáldar, por medio del Obispado de la diócesis de Canarias, concede su Bendición Papal e Indulgencias Plenarias a cuantos visiten dicho templo matriz de Santiago Apóstol en la ciudad de Gáldar, diócesis de Canarias, durante el Año Jubilar o Año Jacobeo del año 1976.
En el año 1971 y el año 1977, lo concedió el Papa Pablo VI.
El papa Juan Pablo II, en el rescripto de 24 de junio de 1992, a partir del Año Santo Jacobeo de 1993, lo concedió ya para siempre "in perpetuum", conmemorándose dicho hecho en el Templo Matriz con la colocación de una placa con la siguiente inscripción, convirtiéndose así en el Primer Templo Jacobeo de las Islas Canarias por la Bula Papal del rescripto de la Sagrada Penitencia Apostólica:

"S.S. EL PAPA JUAN PABLO II CONCEDIÓ LA GRACIA DEL AÑO SANTO JACOBEO AL TEMPLO DE SANTIAGO EN LA REAL CIUDAD DE GÁLDAR << IN PERPETUUM >> POR RESCRIPTO DE LA SAGRADA PENITENCIA APOSTÓLICA DADO EN ROMA EL 24 DE JUNIO DE 1992 PROTOCOLO 70/92/I"

.
En la concesión papal a este Templo galdense, se conceden tres tipos de indulgencias:
- La de la visita ordinaria durante todo el año jubilar.
- La correspondiente a la del día del Santo Señor Santiago a ganar el 25 de julio.
- La extraordinaria que se gana tanto el día de la apertura de la Puerta Santa cada 1 de enero del Año Jubilar y el día de la clausura con el cierre de dicha Puerta Santa que se hará el último día del Año Jubilar.

## Santiago de los Caballeros

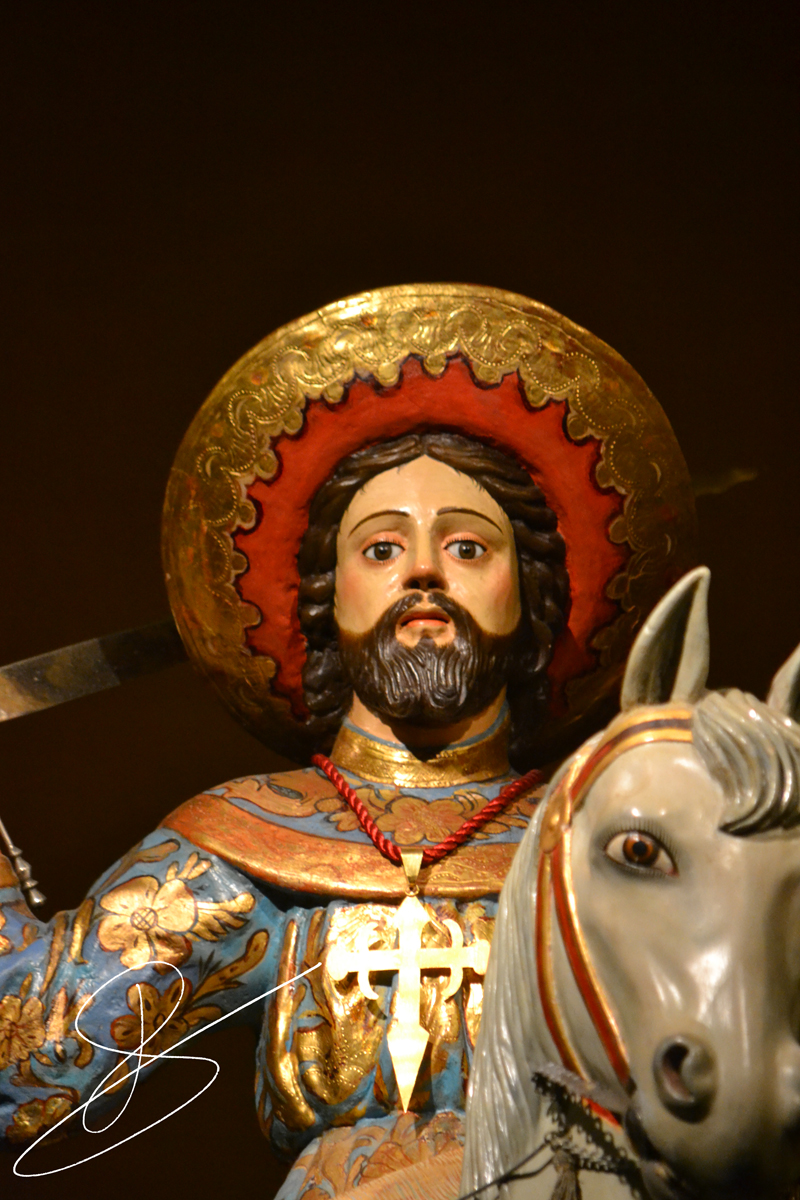
Imagen ecuestre de Santiago de los Caballeros de Gáldar, de escuela sevillana del.

La primera imagen de Santiago Apóstol data de los época de la conquista cuando los castellanos trajeron la figura desde la Península. Esta primera figura, que vestía de peregrino, con cayado y concha, fue sustituida siglos más tarde por la nueva imagen del Santo, a caballo y con la figura de los moros en la peana, que data de 1629. Tanto la primera como la segunda imagen tuvieron su lugar sobre el Altar Mayor, elaborado en piedra y que data del principios del siglo XVI. Sin embargo, con la construcción del nuevo templo, construido en el siglo XVIII sobre los restos del que fuera Palacio de los Guanartemes, la imagen fue colocada en el altar principal de la nave de la Epístola, donde sé encuentra en la actualidad.
La actual imagen de Santiago apóstol, titular por el cual está consagrado en Templo, representa al apóstol Santiago Matamoros. En la capilla-camarín se encuentra la imagen ecuestre de Santiago de los Caballeros, de escuela sevillana y que data del siglo XVII. Sin duda alguna, la imagen de Santiago de los Caballeros de Gáldar transmite un gran apogeo devocional y religioso para muchas personas que a lo largo del año llegan a su templo jacobeo. Ya en el siglo XX, y hace apenas unos años, el conjunto de imaginería de Santiago fue desprovisto de forma definitiva de las figuras de los moros que yacían bajo los pies del caballo blanco del Santo.
El hecho es que Santiago de los Caballeros de Gáldar fue la primera advocación jacobea fuera de la península ibérica. En el registro documental del "Registro de Protocolos de Sevilla de 1506" ya se habla de la villa de Santiago de Agáldar.
En el año 1808, dio lugar la bajada de la imagen del Apóstol Santiago a la Catedral de Canarias para encontrarse con la Virgen del Pino (Patrona de la diócesis de Canarias), cuyo fin era implorar el auxilio divino con motivo de la guerra contra los franceses (Guerra de la Independencia Española).

## Camarín de Santiago de Los Caballeros
La imagen de Santiago Apóstol de Los Caballeros se encuentra ubicada, desde el año 2000, en un camarín realizado en cantería y rodeado de varias vitrinas donde están situadas y expuestas las pertenencias, ofrendas y el patrimonio del Apóstol, entre los que se incluyen vestuario y varias piezas de joyería.
La construcción de este espacio se enmarcó dentro de las obras de restauración que se efectuaron en el recinto sacro durante varios meses, una labor importante puesto que las últimas obras que se efectuaron en el interior del Templo datan de la década de los cincuenta.

## Capillas
El Templo de Gáldar, posee en su interior 15 capillas:
Capilla del Baptisterio
Se trata de una pila de cerámica vidriada, color verde, con motivos aún medievales. También se encuentra un marco de lienzo del Bautismo del Señor en el que aparecen San Juan y un Ángel, del siglo XVII.
Capilla del Calvario
Se puede apreciar el Santísimo Cristo de Indias que fue traído desde la isla de Cuba a principios del siglo XIX (1827). También se encuentra Nuestra Señora de la Soledad, antigua “Dolorosa” de la iglesia de San Antonio de la Vega de escuela canaria del siglo XVII. La imagen del San Juan Evangelista es de escuela contemporánea y fue realizada por el escultor galdense Juan Borges Linares.
Capilla de la Santísima Trinidad
Se puede apreciar un lienzo de la Santísima Trinidad (1600).
Capilla de los Dolores
Encontramos, la imagen de Nuestra Señora de los Dolores. La imagen mariana es obra del imaginero José Luján Pérez.
Capilla de San José
Capilla de Nuestra Señora de la Candelaria
Se encuentra a imagen de la Virgen de Candelaria (antigua imagen de la Virgen del Carmen). También se encuentra la imagen de Santa Ana, copatrona de la Real ciudad de los Caballeros de Gáldar, la imagen de Santa Lucía de la escuela canaria del siglo XVII procedente de su ermita desaparecida antiguamente en la Calle Capitán Quesada.
Capilla de la Inmaculada Concepción
Se aprecia la imagen de la Purísima Concepción, cotitular de la Iglesia Matriz; obra de José Luján Pérez. El retablo de la capilla, es de estilo neoclásico realizado en madera pintada imitando mármol.
Capilla del Sagrado Corazón de Jesús
Se pueden observar las imágenes de la Milagrosa y San Miguel Arcángel, esta última fue de las primitivas imágenes de Gáldar, motivo de importantes celebraciones festivas.
Capilla de Nuestra Señora del Rosario
Se observan las imágenes de San Antonio Mª Claret, copatrón de la diócesis de Canarias, Nuestra Señora del Rosario, obra del guiense Luján Pérez, San Antonio de Padua y la Sagrada Familia.
Capilla de Jesús Nazareno
Se trata de una imagen del siglo XVII, que representa a Jesús cargando la cruz, atribuida a Pedro Roldán.
Puerta del Sol o de San Antonio Abad
Se puede contemplar la imagen del Santo Cristo Agonizante.
Capilla de Nuestra Señora de la Encarnación
Contemplamos la imagen de Nuestra Señora de la Encarnación, obra de José Luján Pérez, y las imágenes de Santa Teresa de Jesús y San Nicolás de Bari.
Capilla de Armas
Se encuentra la Urna del Cristo, se trata de una imagen contemporánea.
Capilla del Altar Mayor
Está presidida por el Cristo, imagen con rasgos góticos, debe datar del siglo XVI, del primitivo templo. Posee un majestuoso tabernáculo y en su parte superior se encuentra la cúpula, uno de los rasgos característicos de este templo jacobeo. Podemos observar en la cúpula los signos de los apóstoles, y los signos de la Pasión de Cristo, así como la Cruz Jacobea de Santiago.
Capilla de Santiago Apóstol
Se trata de una capilla-camarín, en la cual encontramos, un retablo del patrón Santiago realizado en 1866 de estilo neoclásico, en el cual también se exhibe al Niño Jesús de Praga. Presidiendo la capilla se encuentra la imagen ecuestre de Santiago de los Caballeros, de escuela sevillana y que data del siglo XVII. También podemos observar el Estandarte de Santiago de los Caballeros.

## Cultos
Los cultos que tienen lugar en este templo son siempre de gran solemnidad, tal corresponde a la supremacía que tiene a distintas Iglesias de Canarias, todo ello fundamentado en su abolengo histórico religioso.
Destaca de una manera singular la Festividad del titular Santiago, que convierte a la ciudad en uno de los centros más visitados de la diócesis de Canarias, dada la mucha devoción que se tiene al Apóstol, que se traduce en una ininterrumpida romería en los días 24, 25, 26 de julio de cada año, muy visitada y de gran emotividad religiosa.

## Efemérides
- En el año 1973 y con motivo de la visita oficial de don Juan Carlos I de España y doña Sofía de Grecia, por entonces Príncipes de Asturias, visitaron por primera vez la Iglesia Matriz de Santiago de los Caballeros.
- El 26 de noviembre de 2006, Sus Majestades los Reyes de España don Juan Carlos I de España y doña Sofía de Grecia, visitaron la Iglesia Matriz de Santiago de los Caballeros, con motivo de la inauguración de la Cueva Pintada en visita oficial al Archipiélago Canario, rememorando así, la visita de Alfonso XIII a las islas en 1906.[6]
- El 13 de octubre de 2019, la imagen de la Virgen del Pino (Patrona de Gran Canaria) se hospedó en este templo dentro de su peregrinación a los municipios afectados por el incendio de Gran Canaria de 2019.[7]